# Passiflora miersii
Passiflora miersii Mart. – gatunek rośliny z rodziny męczennicowatych (Passifloraceae Juss. ex Kunth in Humb.). Występuje endemicznie w Brazylii (w stanach Bahia, Sergipe, Dystrykt Federalny, Mato Grosso do Sul, Espírito Santo, Minas Gerais, Rio de Janeiro, São Paulo oraz Paraná). 

## Morfologia
PokrójZdrewniałe, trwałe, nagie liany.
LiścieOwalnie lancetowate lub lancetowate, rozwarte lub ostrokątne u podstawy, prawie skórzaste. Mają 3–6 cm długości oraz 2–3 cm szerokości. Całobrzegie, z tępym lub ostrym wierzchołkiem. Ogonek liściowy jest nagi i ma długość 15–25 mm. Przylistki są owalne, mają 10–25 mm długości.
KwiatyPojedyncze. Działki kielicha są podłużne, białawo-zielone, mają 1,5–2,5 cm długości. Płatki są podłużne, białe, mają 1,5–2,5 cm długości. Przykoronek ułożony jest w czterech rzędach, purpurowobiały, ma 1–15 mm długości.
OwoceSą elipsoidalnego lub jajowatego kształtu. Mają 3–4 cm długości i 1,5–2 cm średnicy.